# جو بورتر (لاعب كرة قدم أمريكية)
جو بورتر (بالإنجليزية: Joe Porter)‏ هو لاعب كرة قدم أمريكية أمريكي، ولد في 27 نوفمبر 1985 في سوميت في الولايات المتحدة.

## وصلات خارجية
- جو بوتر على موقع مرجع كرة القدم المحترفة.كوم (الإنجليزية)